# Eleocharis robbinsii
Eleocharis robbinsii är en halvgräsart som beskrevs av William Oakes. Eleocharis robbinsii ingår i släktet småsäv, och familjen halvgräs. Inga underarter finns listade i Catalogue of Life.